# Giuseppe Bezzuoli
Giuseppe Bezzuoli (Firenze, 28 novembre 1784 – Firenze, 13 settembre 1855) è stato un pittore italiano.

## Biografia
Nasce a Firenze da Anna Banchieri e da Luigi Bezzuoli. Giuseppe Mazzini, parlando del pittore, lo dichiara figlio di un coltivatore, per identificarlo come un figlio del popolo, secondo l'idea che i pittori romantici dovessero avere umili origini. Si tratta però di un errore, dato che il padre era un decoratore prospettico e dunque Giuseppe era figlio d'arte. Dal 1822 modifica il proprio cognome in Bezzuoli in quanto si ritiene discendente di un'antica famiglia fiorentina.
Nel 1796, all'età di 12 anni, si iscrive all'Accademia di belle arti di Firenze dove è allievo di Gaetano Piazzoli, del neoclassicista svizzero Jean-Baptiste Frédéric Desmarais, Pietro Pedroni, Gaetano Piattoli, dell'anatomista Paolo Mascagni e di Luigi Sabatelli, mentre dal 1803 è allievo di Pietro Benvenuti.
Nel 1812 di aggiudica il premio triennale dell'Accademia fiorentina con una tela raffigurante Aiace che difende il corpo di Patroclo, che gli permette di trasferirsi a Roma per lo studio e la riproduzione dei dipinti dei classici, in particolare di Raffaello e di approfondire lo studio della pittura di paesaggio. Viaggia tra Milano, Bologna e Napoli, ricevendo committenze per ritratti e opere storiche.
Tornato a Firenze, dove nel 1816 completa cicli di affreschi per Palazzo Pucci rappresentanti Francesca da Rimini con Paolo sorpresa da Gianciotto e Gli amori di Angelica e Medoro (entrambi presentati all'Esposizione di Brera del 1920) e per Palazzo Pitti con Alessandro il Macedone nello studio di Apelle e Berenice abbandonata da Tito. In queste opere, così come in L'arcivescovo di Reims che dà il battesimo a Clodoveo del 1823, quadro di grandi dimensioni dipinto per la Chiesa di San Remigio di Firenze l'arte di Bezzuoli, per la scelta di soggetti medievali e l'espressione di drammaticità delle scene, si allontana dal classicismo per rivolgersi al gusto romantico.

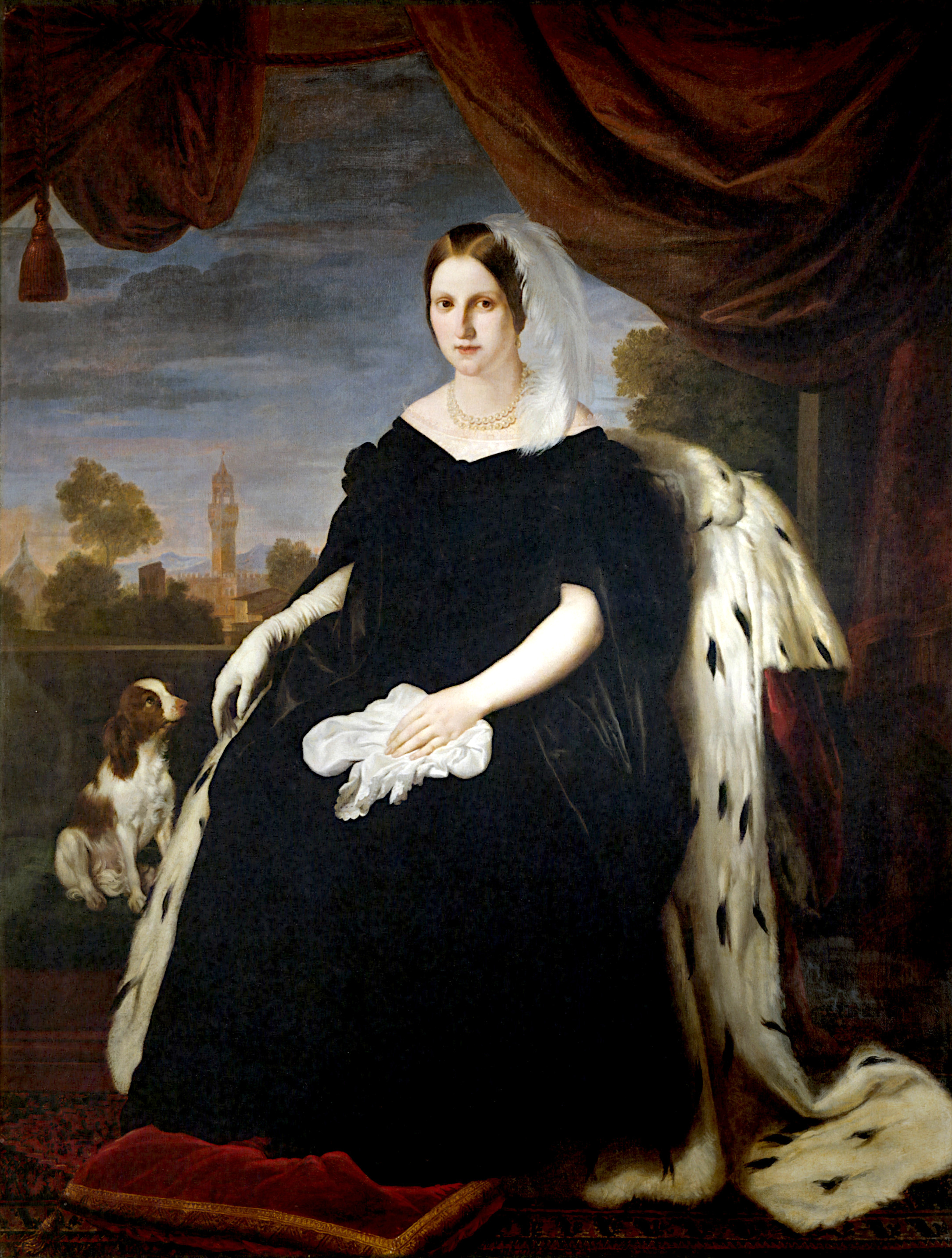
Ritratto di Maria Antonietta, granduchessa di Toscana (1836)

Nel 1825 espone all'Accademia fiorentina Ritratto di Lorenzo Bartolini e Ritratto di Giovan Battista Niccolini, nel 1827 partecipa all'Esposizione Universale di Parigi con Venere che si abbiglia e nel 1829 produce l'Entrata di Carlo VIII in Firenze, dipinto commissionato dal granduca Leopoldo II di Toscana che, a giudizio della critica contemporanea, lo colloca fra i maestri della pittura accademico-romantica toscana.
(Gazzetta privilegiata di Bologna, numero 161, 1837)
Nel 1829 è assunto come assistente alla Scuola del nudo del maestro Pietro Benvenuti, al quale nel 1844 subentra nell'insegnamento come professore di pittura all'Accademia di belle arti di Firenze: tra i principali allievi di Bezzuoli figurano Giovanni Fattori, Antonio Ciseri, Luigi Mussini, Carlo Brini, Annibale Gatti, Carlo Ademollo, Enrico Pollastrini, Antonio Puccinelli, Silvestro Lega, Luigi Biagi, Andrea Besteghi, l'inglese Alfred Stevens, gli americani William Edward West, Edwin White e Horatio Greenough.
Nel 1836 realizza undici affreschi per Palazzo Pitti raffiguranti le imprese di Giulio Cesare, l'anno successivo dipinge La morte di Filippo Strozzi, nel 1838 Il ritrovamento del corpo di Manfredi dopo la battaglia di Benevento, dipinto su commissione del principe Anatoli Demidoff e ispirato da La morte del generale Wolfe di Benjamin West del 1770; nel 1839 affresca una lunetta del Museo di storia naturale di Firenze con Galileo Galilei mostra i suoi esperimenti sulla caduta dei gravi e la volta di una sala del Palazzo de' Rossi di Pistoia con La danza della prima giornata del Decamerone di Giovanni Boccaccio, su commissione del cavalier Girolamo de Rossi.
Nel 1840 presenta all'Esposizione di Venezia L'assassinio di Lorenzino de' Medici sulla piazza dei Santi Giovanni e Paolo a Venezia,  successivamente dipinge la grande tela Riccardo Cuor di Leone all'assedio di Gerusalemme e altre opere ispirate dai testi danteschi e di Ludovico Ariosto.
Nel 1845 viene premiato all'Esposizione dell'Accademia di Brera con Amore che vince la forza.
In questo periodo, l'attività di Bezzuoli è principalmente focalizzata sulla rappresentazione dei ritratti da commissione, principale fonte di guadagno degli artisti del tempo, fra i quali l'intellettuale Niccolò Puccini, la baronessa Elisabetta Firidolfi, moglie del barone e sindaco di Firenze Bettino Ricasoli, lo scultore Lorenzo Bartolini, l'architetto Luigi de Cambray Digny col figlio Guglielmo, la principessa e granduchessa di Toscana Maria Antonietta di Borbone, la Contessa Rucellai de' Bianchi, l'amico poeta Giuseppe Giusti, il generale austriaco Julius Jacob von Haynau oggetto di un acceso dibattito della critica, il re dei belgi Leopoldo II, Matilde e Gerolamo Bonaparte, oltre a sé stesso in Autoritratto.
Fra i suoi ultimi lavori, Il passaggio dell'Adda eseguito da Giovanni dalle Bande Nere del 1852, presentato all'Esposizione di Firenze come Un episodio del diluvio universale, oltre a soggetti di nudità sensuale e seducente come Eva tentata dal serpente, Lot e le figlie, Angelica e Medoro e Eva che ascolta il serpente tentatore, presentata all'Esposizione Universale di Parigi del 1855.
Muore il 13 settembre 1855 nella sua villa di Fiesole, viene sepolto nella Basilica di San Miniato al Monte, Firenze: il suo monumento funebre, un'allegoria della Pittura, è stato realizzato dallo scultore fiorentino Emilio Santarelli, accanto alla tomba dell'amico poeta Giuseppe Giusti.
Nel 2020 viene organizzata dalla Galleria degli Uffizi la personale Giuseppe Bezzuoli. Un grande protagonista della pittura romantica.

## Stile

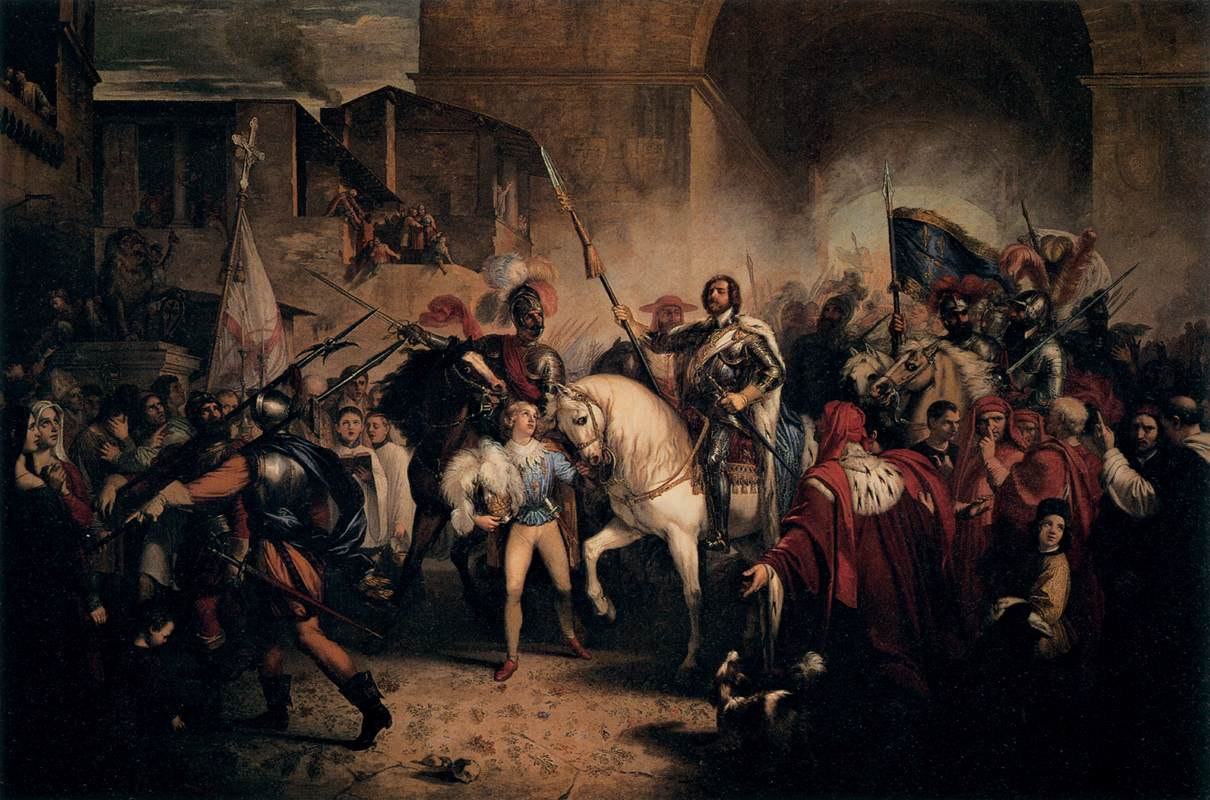
L'entrata di Carlo VIII a Firenze

Bezzuoli è considerato da una parte della critica moderna il più grande pittore toscano dell’età della Restaurazione e, insieme a Francesco Hayez e Pelagio Palagi, tra i protagonisti assoluti della pittura romantica storica italiana, in grado di praticare molteplici generi pittorici, distinguendosi sia nei soggetti storici e letterari, che nelle grandi tele e nelle decorazioni pubbliche e private.
(Giuseppe MazziniScritti letterari di un italiano vivente, 1835, Tomo secondo, pp 255-256)
Bezzuoli sceglie di evolvere la pittura tradizionale barocca e neoclassica a favore di un'arte naturalistica, emozionale, costituita da soggetti tratti dalla storia medievale.
L'entrata di Carlo VIII in Firenze, commissionato dal granduca Leopoldo II di Toscana e ultimato nel 1829, segna l'apice dell'attività artistica di Bezzuoli e rappresenta un manifesto della pittura risorgimentale: viene richiamato un importante episodio del passato, la venuta in Italia del re di Francia con l’intento di conquistare il Regno di Napoli e l’inizio delle campagne di dominio dei territori italiani da parte di Francia e Spagna. In primo piano sono ritratti Gerolamo Savonarola, Niccolò Machiavelli e Pier Capponi, fiero oppositore al dominio francese su Firenze. L'episodio allude al periodo storico contemporaneo all'artista: il Granducato di Toscana è passato dal dominio austriaco a quello francese, è suddiviso in dipartimenti e con un'economia penalizzata dal blocco dei porti voluto da Napoleone Bonaparte. Il popolo manifesta la volontà di liberarsi dagli invasori, fenomeni che porteranno al Risorgimento e alla Seconda guerra d'indipendenza.
La notorietà conseguita gli consente di ottenere numerose commissioni da parte di committenza privata, italiana e straniera, reale e nobiliare. 
Gli anni successivi al 1840 sono contraddistinti da una particolare attenzione verso paesaggi e ritratti, dove è ipotizzabile una vicinanza all'arte di Jean-Auguste-Dominique Ingres (in particolare nel ritratto della baronessa Ricasoli, che conosce a Firenze e attraverso cui esercita un’influenza determinante sulla generazione successiva di artisti come i Macchiaioli, di parte dei quali è maestro e che si dedicano, almeno nella fase primordiale, in modo quasi esclusivo a questi soggetti.

## Opere principali

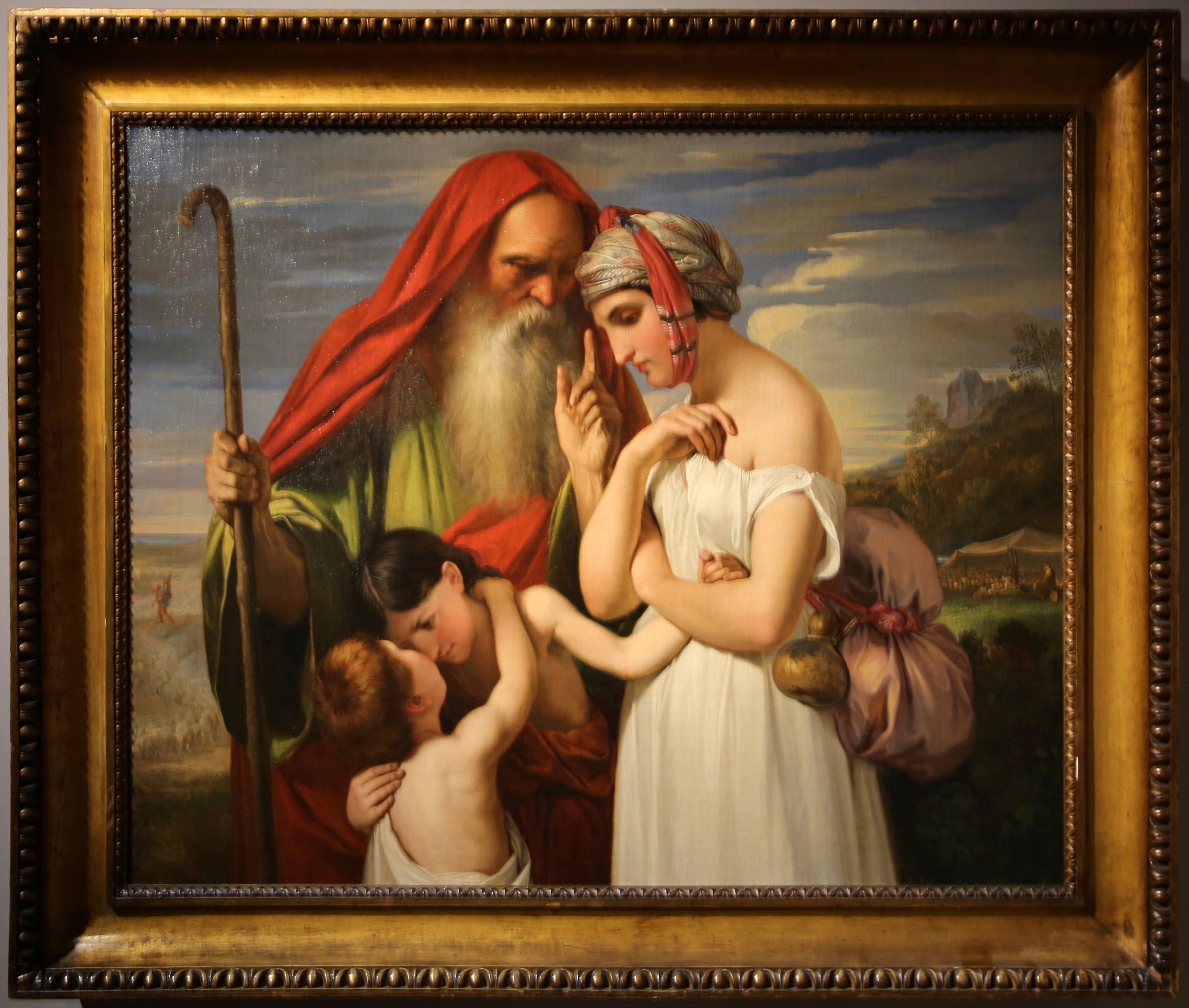
Il ripudio di Agar 1844)

- Ritratto di Giuseppe Martelli (1800-1824), olio su tela, Galleria d'arte moderna, Firenze[18];
- Ritratto femminile (1813), olio su tela, Musei Civici, Palazzo Mazzolari-Mosca, Pesaro[19];
- Ritratto di Teresa Sala Delmati (1813), olio su tela, collezione privata;
- Ritratto di Elisa Bonaparte Baciocchi con la figlia Elisa Napoleona (1814), olio su tela, Galleria d'arte moderna, Firenze[20];
- Autoritratto (1815-1818), olio su tela, Galleria d'arte moderna, Firenze[21];
- Galatea (1818), olio su tavola, Galleria d'arte moderna, Firenze[22];
- Autoritratto (1820-1825), olio su tela, Galleria d'arte moderna, Firenze[22];
- San Remigio battezza Re Clodoveo (1823), pala d'altare, Chiesa di San Remigio, Firenze[23];
- Ritratto di Leonardo Bruni (1825), olio su tela, museo dello Museo dello Spedale degli Innocenti, Firenze[24];
- Ritratto della signora Pistolesi (1827), olio su tela, collezione privata;
- Entrata di Carlo VIII a Firenze, il 17 novembre 1494 (1827-1829), olio su tela, Galleria d'arte moderna, Firenze[25];
- Ritratto di Carlotta Marchionni (circa 1830), olio su tela, collezione privata[26];
- La danza della prima giornata del Decamerone (1831), affresco, Palazzo de'Rossi, Pistoia;
- San Francesco resuscita un annegato presso Narni (1832) olio su tela, Duomo di Livorno[27];
- Ritratto della famiglia Antinori (1834) olio su tela, collezione privata[28];
- Ritratto di Maria Antonietta Granduchessa di Toscana (1836), olio su tela, Galleria d'arte moderna, Firenze[29];
- Ciclo di undici affreschi rappresentanti Le imprese di Giulio Cesare (1836), Palazzo Pitti, Firenze: Cesare a Rodi, Cesare piange sull'immagine di Alessandro, Il triumvirato di Cesare, Pompeo e Crasso, Cesare getta un ponte sul Reno, Cesare al fiume Rubicone, Cesare sul fiume Anio, Cesare alla battaglia di Farsaglia, Cesare salva i suoi commentari, Cesare abbandona Cleopatra, Cesare dittatore perpetuo, Cesare perdona a Ligario[30];
- La morte di Filippo Strozzi in Castel San Giovanni (1837-1839), olio su tela, disperso[31];
- Ritratto di Ugo Foscolo (non datato), olio su tela, Museo di Firenze com'era[32];
- L’Angelo consolatore che reca pace alla popolazione di Borgo colpita dal terremoto del 1835 (1837), olio su tela, Santuario del Santissimo Crocifisso dei Miracoli, Borgo San Lorenzo[33];
- Il ritrovamento del corpo di Manfredi (1838), olio su tela, Museo del Sannio di Benevento[34];
- Ermengarda, moglie di Carlo Magno, nel convento delle Agostiniane in Brescia (1839) olio su tela, collezione privata;
- Autoritratto (1839) olio su tela, Galleria degli Uffizi, Firenze[35];
- Galileo Galilei mostra i suoi esperimenti sulla caduta dei gravi (1839), affresco, Museo di storia naturale, Firenze[36];

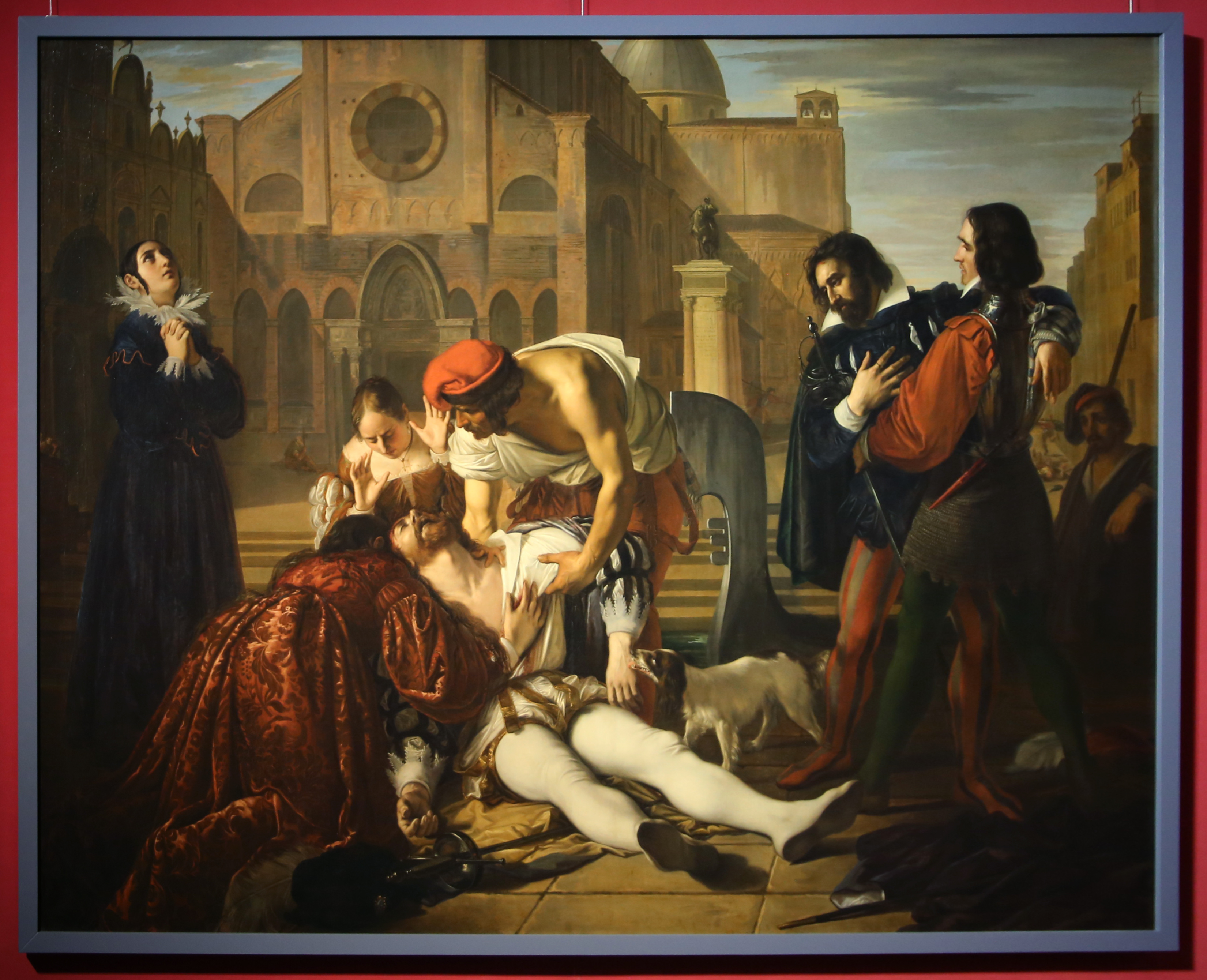
Lorenzino de' Medici che muore pugnalato sulla piazza dei santi Giovanni e Paolo a Venezia (1840)

- Lorenzino de' Medici assassinato in piazza dei Santi Giovanni e Paolo a Venezia (1840), olio su tela, Museo civico di Pistoia[37];
- Michelangelo che disegna a carbone sul muro della sua villa di Settignano (1840), olio su tela, Villa Puccini di Scornio[38]
- Assunzione (1840), olio su tela, Museo dell'opera di Santa Croce, Firenze[39];
- Ritratto del granduca Leopoldo II di Toscana in veste di cavaliere di Santo Stefano (1840), olio su tela, Scuola Normale Superiore di Pisa[40];
- Santa Filomena (1840), olio su tela, Cattedrale di San Zeno, Pistoia[41];
- Ritratto di Niccolò Puccini (1843), olio su tela, Museo civico di Pistoia[42];
- Il ripudio di Agar (1844), olio su tela, Galleria degli Uffizi, Firenze[43];
- Caino (1844-1846), olio su tela, Galleria d'arte moderna, Firenze[44];
- Ritratto del banchiere e ministro Emanuele Fenzi con la famiglia a San Casciano (1845-1850), olio su tela, fino al 2010 presso il Museo di Firenze com'era[45];
- Amore che vince la forza (1845), olio su tela, collezione privata;
- Sant'Ignazio di Loyola esorcizza gli indemoniati (1845-1855), olio su tela, Galleria d'arte moderna, Firenze[46];
- Ritratto di Vincenzo Consani (1845-1855), olio su tela, Galleria d'arte moderna, Firenze[47];
- Stele funeraria di Antonio Baldi (1847), Basilica di Santa Croce, Firenze[48];
- Sepoltura di Cristo (1847), olio su tela, Cattedrale di San Zeno, Pistoia[4];
- Ritratto di Maria Gaurello Foresi (1847), olio su tela, Pinacoteca Comunale Foresiana, Isola d'Elba[49];
- Follia guida il carro d'amore (1848), olio su tela, Galleria d'arte moderna, Firenze[50];
- Trasporto di Cristo al sepolcro (1850), olio su tela, Galleria d'arte moderna, Firenze[51];
- Giovanni dalle Bande Nere al passaggio sull'Adda (1852), olio su tela, Galleria d'arte moderna, Firenze[52];
- Morte di Zerbino e pianto di Isabella (1852), olio su tela, Galleria d'arte moderna, Firenze[53];
- Autoritratto (1852), olio su tela, Galleria d'arte moderna, Firenze[54];
- Deposizione di Cristo nel sepolcro (1854), olio su tela, Cattedrale di San Zeno, Pistoia;
- Clizia (1855), olio su tela, Galleria d'arte moderna, Firenze[55];
- Ritratto di filosofo (1855), olio su tela, Galleria d'arte moderna, Firenze[56];
- San Giovanni Battista davanti ad Erode e Erodiade (1856), olio su tela, Galleria dell'Accademia, Firenze;
- Galatea (non datata), olio su rame, Museo di Santa Giulia, Brescia[57];
- Scuola di Atene (non datata), olio su tela, Pinacoteca Tosio Martinengo, Brescia[58];
- Follia che guida il carro d'Amore (non datata), olio su tela, Galleria d'arte moderna, Firenze[59];
- Giuramento di Riccardo Cuor di Leone (non datato), olio su tela, Museo nazionale di San Matteo, Pisa[60];
- Maddalena penitente tentata (non datata), olio su tela, Centro culturale De Laugier, Isola d'Elba[61];
- Giuseppe che racconta il sogno ai fratelli (non datato), olio su tela, Museo nazionale di San Matteo, Pisa;